# Vere St. Leger Goold
Vere St. Leger Goold (2. října 1853 - 8. září 1909) byl irský tenista, mistr Irska a poražený finalista Wimbledonu v singlu z roku 1879. Na vrcholu však byl pouze tento rok, zdravotní potíže a špatná životospráva těžce poznamenaly jeho hru, takže na tyto úspěchy již nikdy nenavázal a v roce 1883 svět tenisu opustil. V roce 1907 byl za vraždu švédské vdovy v Monte Carlu odsouzen k doživotnímu vězení na Ďábelských ostrovech, kde o dva roky později spáchal sebevraždu.